# 陳表 (天順進士)
陳表（1431年—？），字士章，四川敘州府富順縣人，民籍，明朝政治人物。

## 生平
四川鄉試第五十九名舉人，天順四年（1460年）中式庚辰科會試第九十八名，二甲第四十五名進士。

## 家族
曾祖陳祖三；祖父陳必壽；父陳添翼，母徐氏。具慶下。弟陳情、陳琅、陳相、陳植。